# Argura
Argura (in greco antico: Ἆργουρα?) era una polis dell'antica Grecia ubicata in Eubea. Era situata nel territorio di Calcide, ma non si conosce la sua esatta posizione. Geyer la situa a nord della città. Knoepfler la identifica con l'odierna Lefkandi sull'estuario del fiume Lilas. Tritle la individua nelle rovine della collina di Vrachos a Vasiliko.
Arpocrazione e Stefano di Bisanzio le attribuiscono lo status di polis, mentre per Hansen e Nielsen era un insediamento senza prove che fosse una polis.